# Ali Lemghaifry
Ali Lemghaifry (Nouakchott, 1º gennaio 1975) è un arbitro di calcio mauritano.

## Carriera
Arbitro della massima serie mauritana, Ali Lemghaifry è stato nominato internazionale il 1º gennaio 2005.
Nel 2011 è selezionato dalla CAF per il Campionato delle Nazioni Africane 2011, nel quale dirige un incontro della fase a gironi.
Nel gennaio del 2012 è selezionato per la Coppa delle nazioni africane 2012, la prima in assoluto nella sua carriera. Nell'occasione dirige una partita della fase a gironi, tra Sudan e Angola.
Nel gennaio del 2013 è selezionato per la Coppa delle nazioni africane 2013, non dirigendo però alcun incontro.
Nel gennaio del 2015 è selezionato per la Coppa delle nazioni africane 2015, dove dirige l'incontro della fase a gironi tra Sudafrica e Senegal.
Nel gennaio del 2017 è selezionato per la Coppa delle nazioni africane 2017 dove dirige l'incontro della fase a gironi tra Uganda e Mali.